# 石镜乡
石镜乡，是中华人民共和国安徽省安庆市怀宁县下辖的一个乡镇级行政单位。

## 行政区划
石镜乡下辖以下地区：
石镜社区、甘露社区、邓林村、横塘村、太平村、马山村、踏水村、邓桥村、分龙村和大塘村。